# Varlaukis

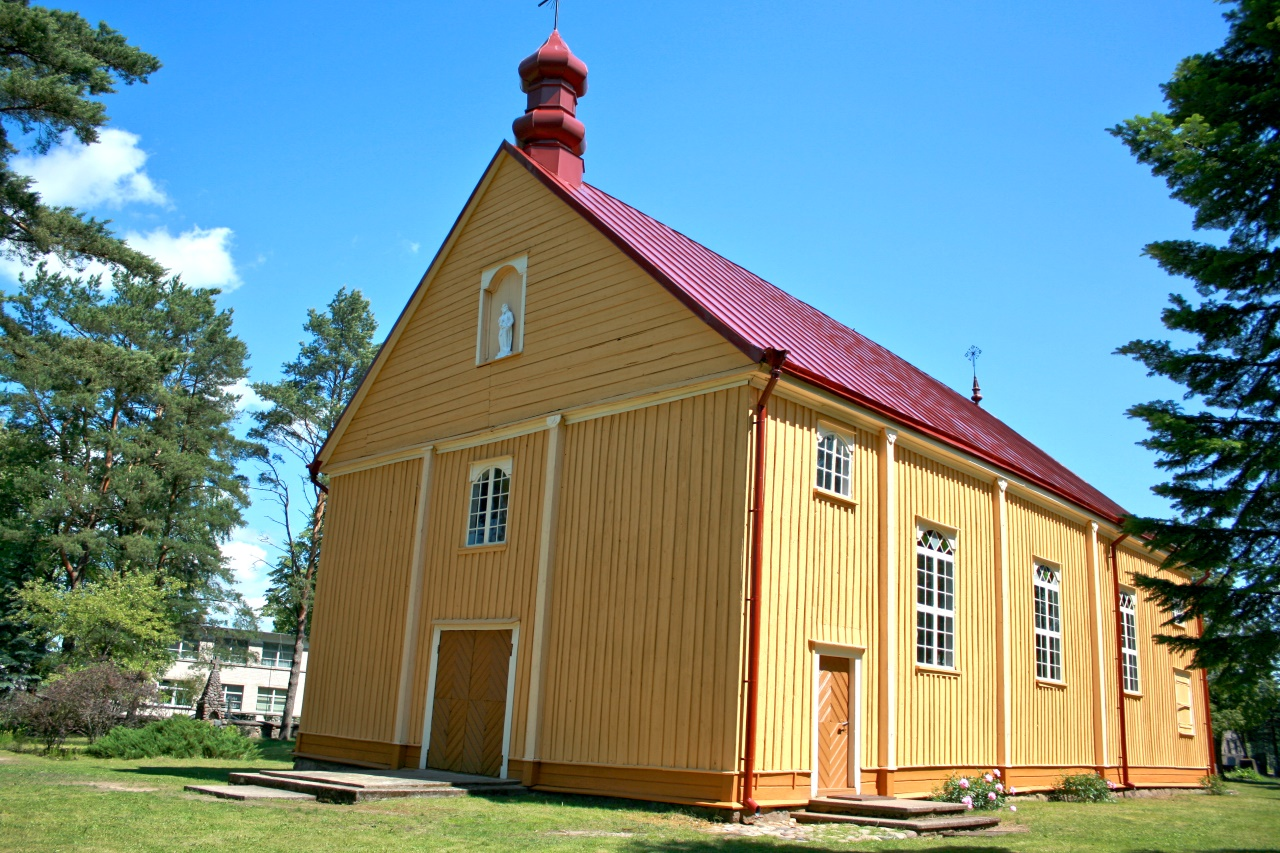
Kirche

Varlaukis ist ein Dorf mit 142 Einwohnern (2011) im Amtsbezirk Eržvilkas, in der Rajongemeinde Jurbarkas in Litauen, 7 km nördlich von Eržvilkas, an der Fernstraße KK198 Jurbarkas–Skaudvilė, am rechten Ufer des Šešuvis. Es gibt eine hölzerne katholische Kirche Varlaukis (gebaut 1833) und eine Abteilung des Gymnasiums Eržvilkas. Die Revierförsterei Varlaukis (Forstrevier) umfasst 1.500 Hektar. 1970 lebten 233 Einwohner im Ort.
In Lybiškiai gab es den Bahnhof Varlaukis.

## Personen
- Jonas Novakauskas (1908–1993), Komponist